# Convoi des 57 000
Le convoi du 15 août 1944, dit « convoi des 57 000 et des 77 000 », est un convoi de répression et de déportation parti de France, du quai aux bestiaux de Pantin, en direction du camp de concentration de Buchenwald pour les hommes, puis de celui de Ravensbrück pour les femmes.
La Fondation pour la mémoire de la déportation référence ce convoi comme le I.264.
Il est le dernier convoi de déportés politiques parti de la région parisienne avant la libération de Paris. Par ailleurs, il s'agit du plus important transport en nombre de détenus jamais constitué en France par l'occupant allemand.

## Contexte
L'historien français Thomas Fontaine indique : « Le dispositif répressif allemand perdure jusqu’à la fin juillet 1944, tant que la bataille de Normandie n’est pas jouée. Mais l’année 1944 – celle de la perspective puis de la réalité d’un débarquement allié – est encore plus violente, elle est marquée par une lutte sanglante contre les « bandes terroristes ». L’occupant a notamment recours, avant même le 6 juin, à des opérations militaro-policières qui se traduisent par des centaines de victimes massacrées et des milliers de déportés. Après le débarquement, ce sont près de 23 000 personnes qui sont déportées des zones nord et sud, alors que le bilan – difficile à établir – des victimes massacrées s’aggrave considérablement.
Ces « derniers convois » modifient les circuits de la déportation. Même si, contrairement à ce que laissent penser la situation militaire et les parcours chaotiques de ces transports, les nazis les organisent souvent méthodiquement, ce qui témoigne aussi de leur volonté de déporter jusqu’au bout et d’emmener avec eux des détenus « triés ». »
Il ajoute : « Le convoi formé le 15 août en gare de Pantin, le dernier de la région parisienne et le plus important en nombre de détenus jamais constitué, comprend des hommes et des femmes non Juifs. À l’exception des malades et de femmes enceintes, toutes les dernières détenues du fort de Romainville et de Fresnes sont ainsi déportées : elles sont plus de 550 à arriver à Ravensbrück le 21 août. »

## Chronologie
Le 15 août 1944 vers 23 h, le train quitte la gare de marchandises de Pantin (quai aux bestiaux) pour l'Allemagne avec près de 2 200 résistant(e)s détenu(e)s à la prison de Fresnes ou au fort de Romainville,,.

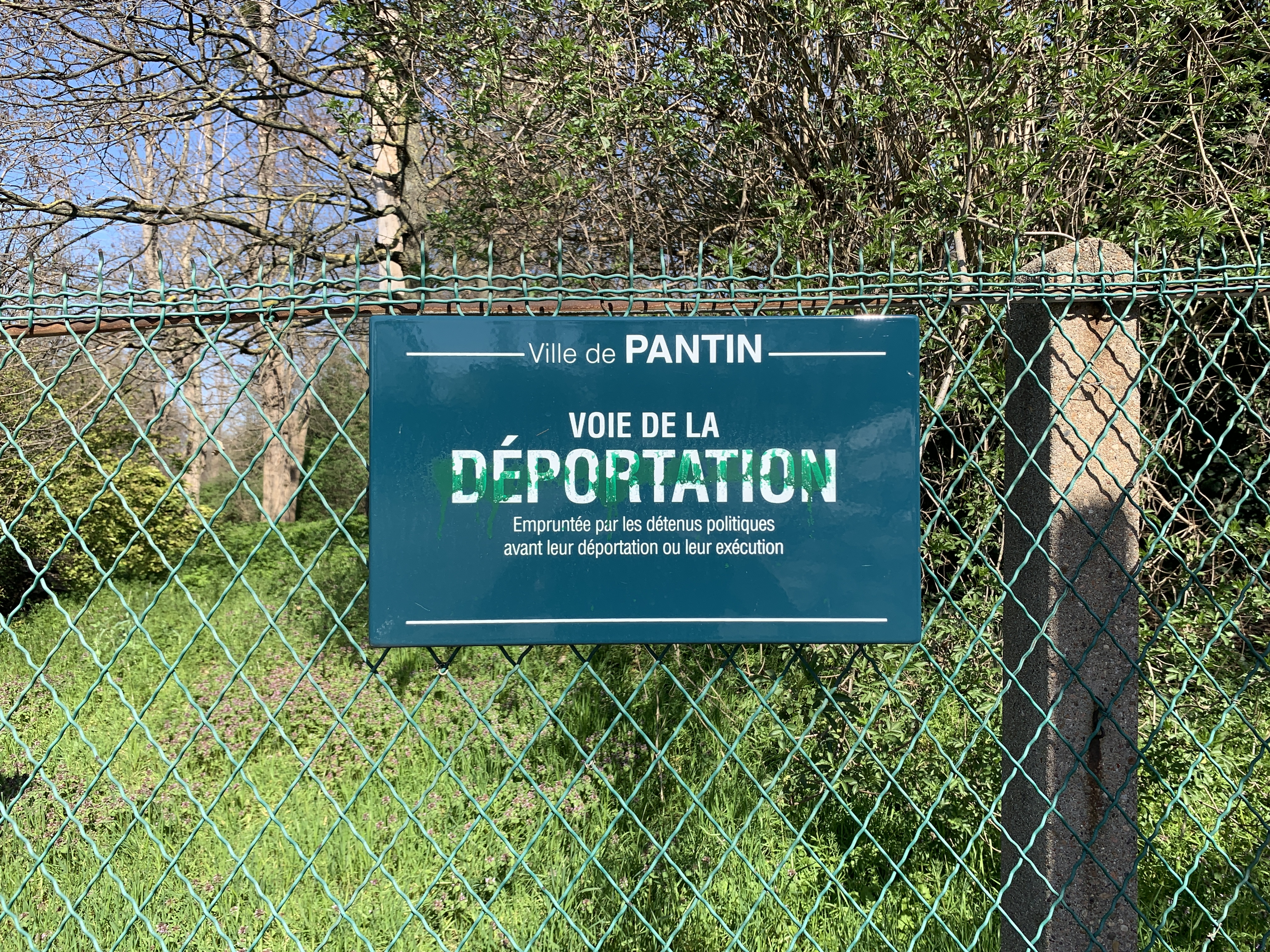
Plaque de la voie de la Déportation à Pantin.

Le 16 août au matin, il s'arrête dans la plaine de Luzancy puisque le pont ferroviaire enjambant la Marne a été détruit par l'aviation britannique,.
Les prisonniers, encadrés par des SS, parcourent alors à pied plusieurs kilomètres pour rejoindre un autre train dans la tranchée située à la sortie de la gare de Nanteuil-Saâcy, de l'autre côté de la Marne, en traversant les villages de Luzancy, Méry et Nanteuil-Saâcy.

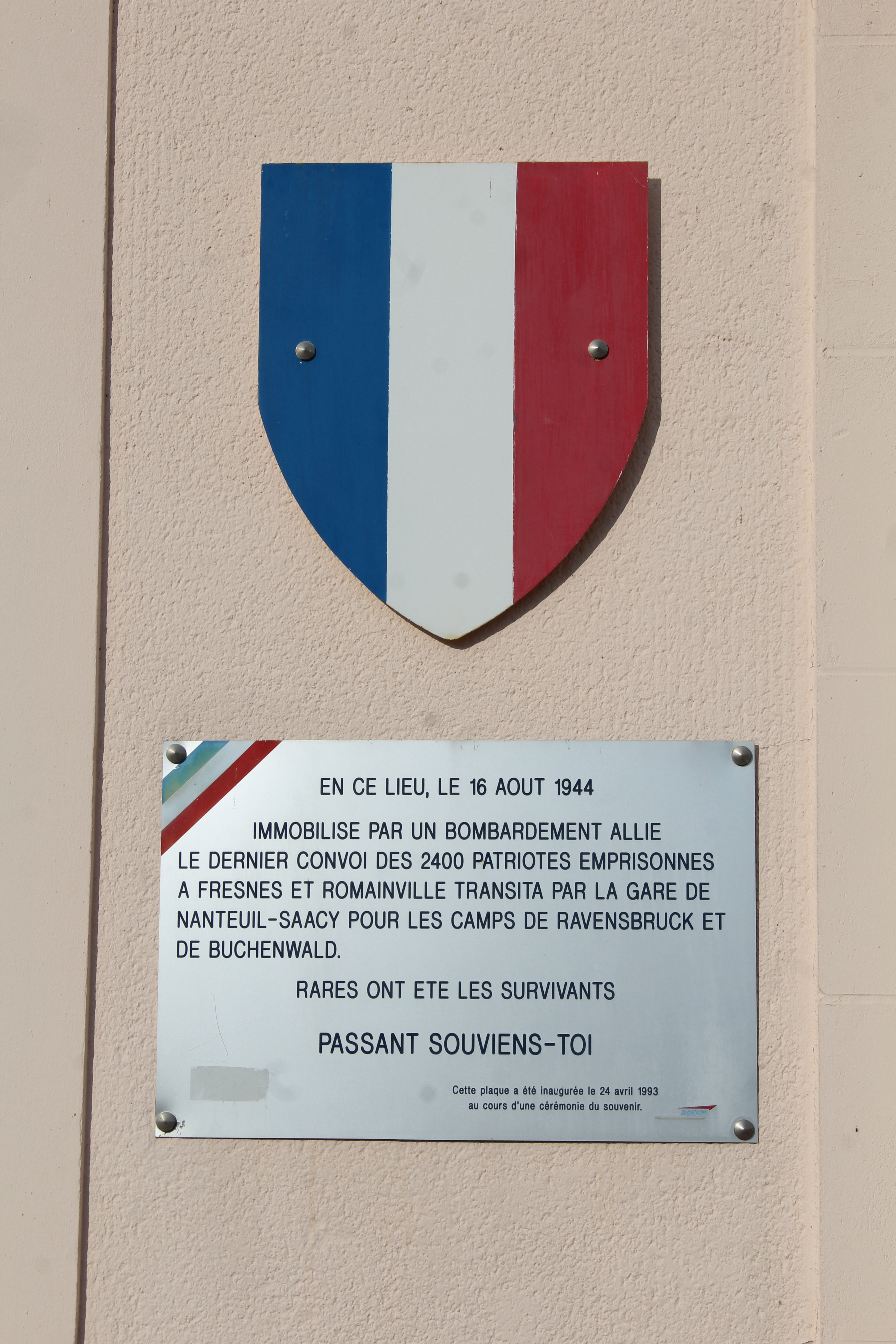
Plaque commémorative apposée sur la façade de la gare de Nanteuil-Saâcy.

Dans la nuit du 16 au 17 août 1944 à 3 h 30 du matin, le train se situe entre Château-Thierry et Mezy-Moulins. Peu après, la Résistance essaie, sans y parvenir, de stopper le convoi à Dormans. Le train continue son trajet en passant par Châlons-sur-Marne, Vitry-le-François et atteint Saint-Dizier le 17 août au matin.
Dans la nuit du 17 au 18 août, le train stationne à Bar-le-Duc. Le 18 août à 8 h 50 le train est entre Toul et Nancy.
Malgré l’accord signé à Paris le 17 août par le consul de Suède Raoul Nordling avec le Commandement militaire allemand, pour placer tous les prisonniers et déportés sous sa protection, le convoi entre dans le Reich et poursuit son trajet en passant par Sarrebruck, puis Francfort et Erfurt.
Le 19 août à minuit, le train arrive à Weimar.
Les hommes pénètrent le 20 août 1944 à Buchenwald, puis le train repart, et les femmes arrivent le 21 août 1944 à Ravensbrück, après être passées par Halle le 20 août à 9 h, puis Berlin.
À leur arrivée, les déportés reçoivent pour la plupart un matricule de la série des « 77 000 », et les déportées un matricule de la série des « 57 000 ».

## Composition
Le convoi comprend 75 % d'hommes (1 654) et 25 % de femmes (543). Une très grande proportion est française (85 %) ; viennent ensuite les contingents américain, britannique et canadien,.
Il s'agit essentiellement de résistants français, avec notamment 9 compagnons de la Libération, mais aussi d'aviateurs alliés (au nombre de 168,,) dont les avions ont été abattus au-dessus de la France, des agents britanniques du SOE...

## Issue
D'après la Fondation pour la mémoire de la déportation, voici ce que sont devenus les détenus et détenues de ce convoi de déportation à l'issue de la Seconde Guerre mondiale :
- 838 rentrent vivants ;
- 5 sont libérés par les Allemands ;
- 6 s'évadent pendant le transport ;
- 903 décèdent dans les camps ;
- 143 disparaissent en déportation ;
- 302 ont une issue inconnue.

## Mémoire
- Une plaque commémorative a été posée sur la façade de la gare de Nanteuil-Saâcy le 24 avril 1993[12] ; chaque année le 16 août une cérémonie rend hommage à ces déportés[12],[13] ;
- Le Mémorial du dernier convoi de la déportation a été inauguré le 23 juin 2012 à Saâcy-sur-Marne[14]. Par ailleurs, les grilles du mémorial accueillent depuis le 2 septembre 2023 une exposition permanente de 28 portraits de déportés du convoi[15],[16] ;

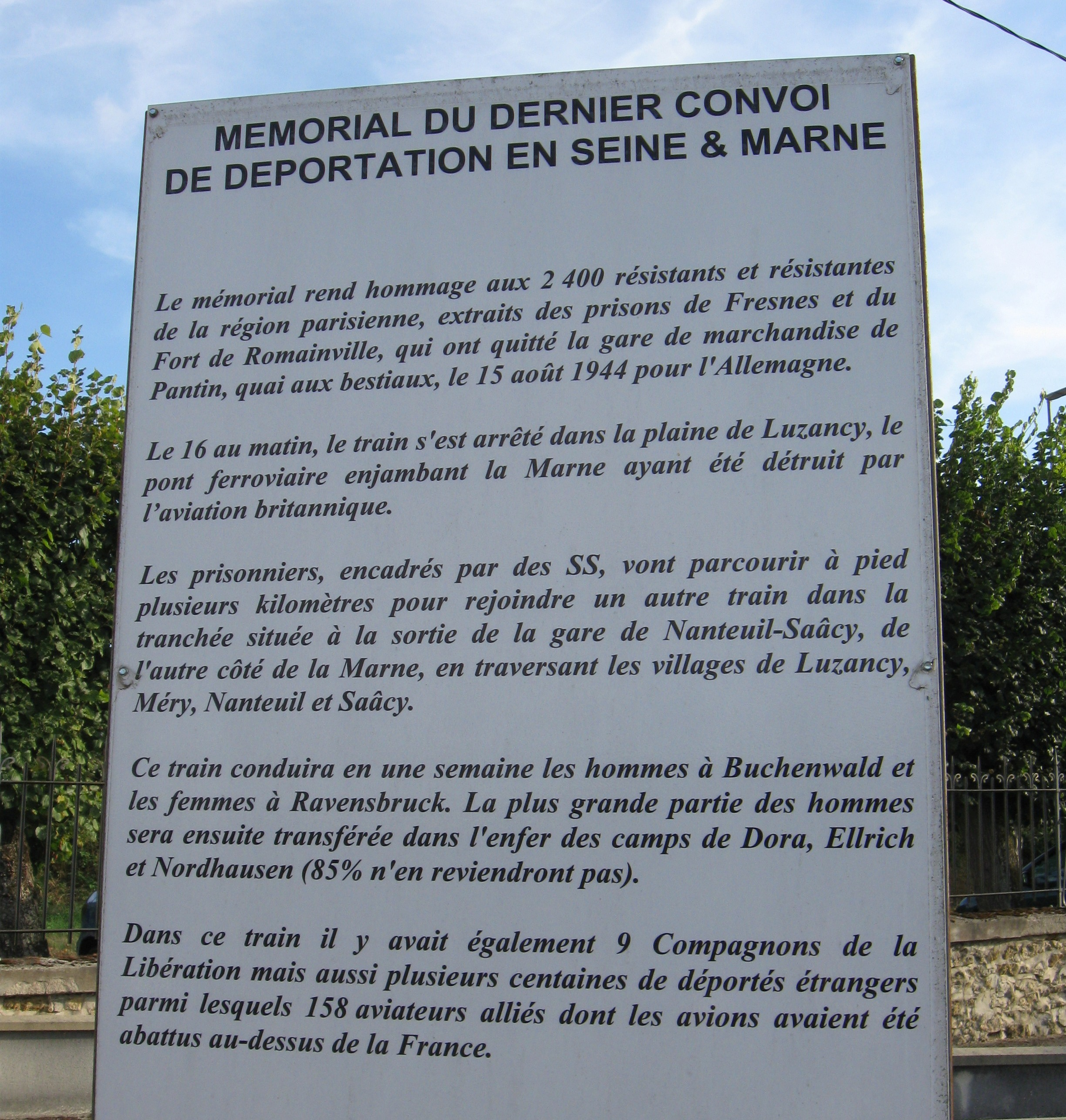
Panneau du Mémorial du dernier convoi de la déportation en Seine-et-Marne, gare de Nanteuil-Saâcy.

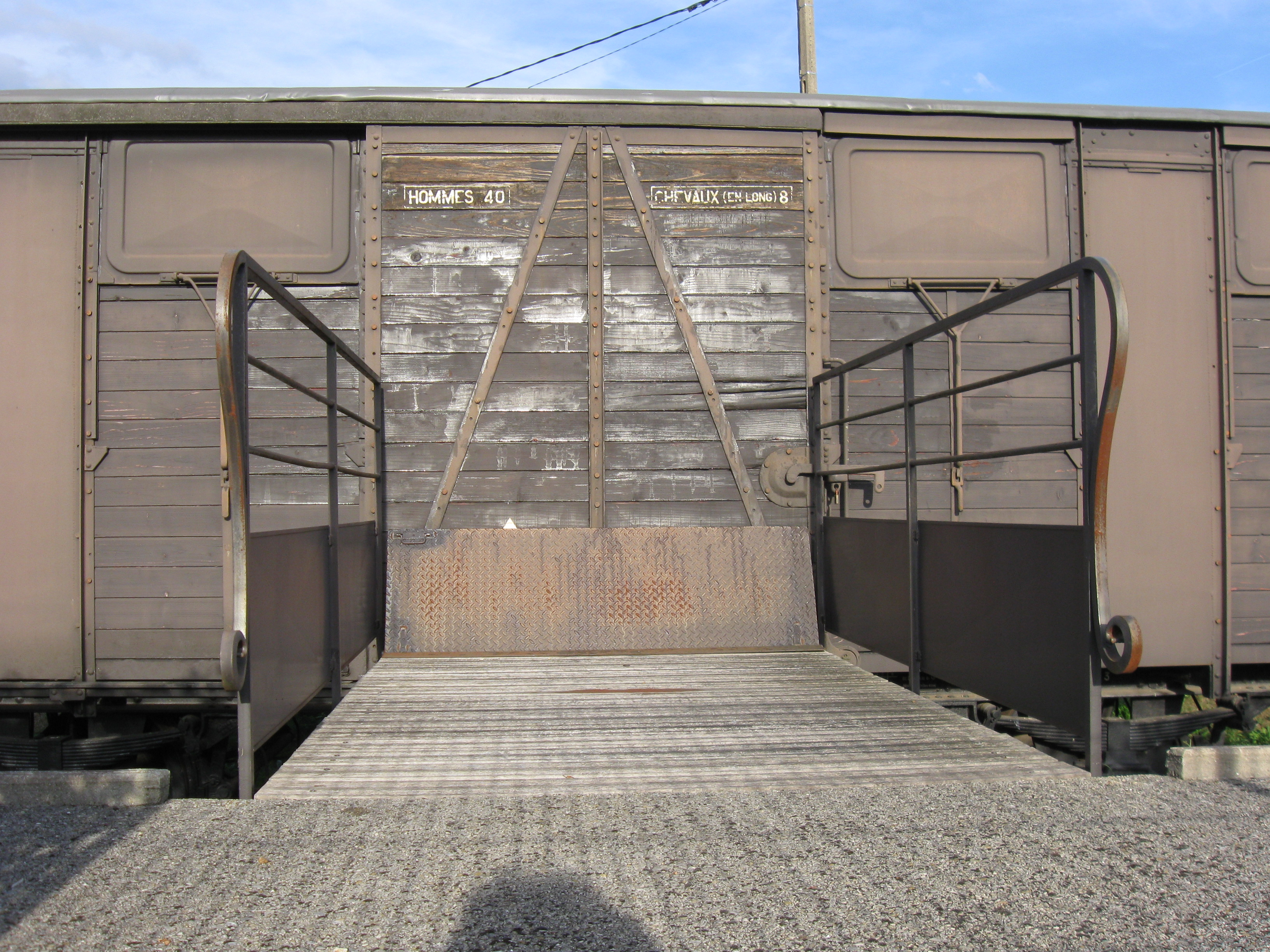
Wagon d'époque au Mémorial du dernier convoi de la déportation en Seine-et-Marne, gare de Nanteuil-Saâcy.

- Une stèle en mémoire du convoi du 15 août 1944 a été inaugurée en mai 2000 sur le quai aux bestiaux de Pantin[17].

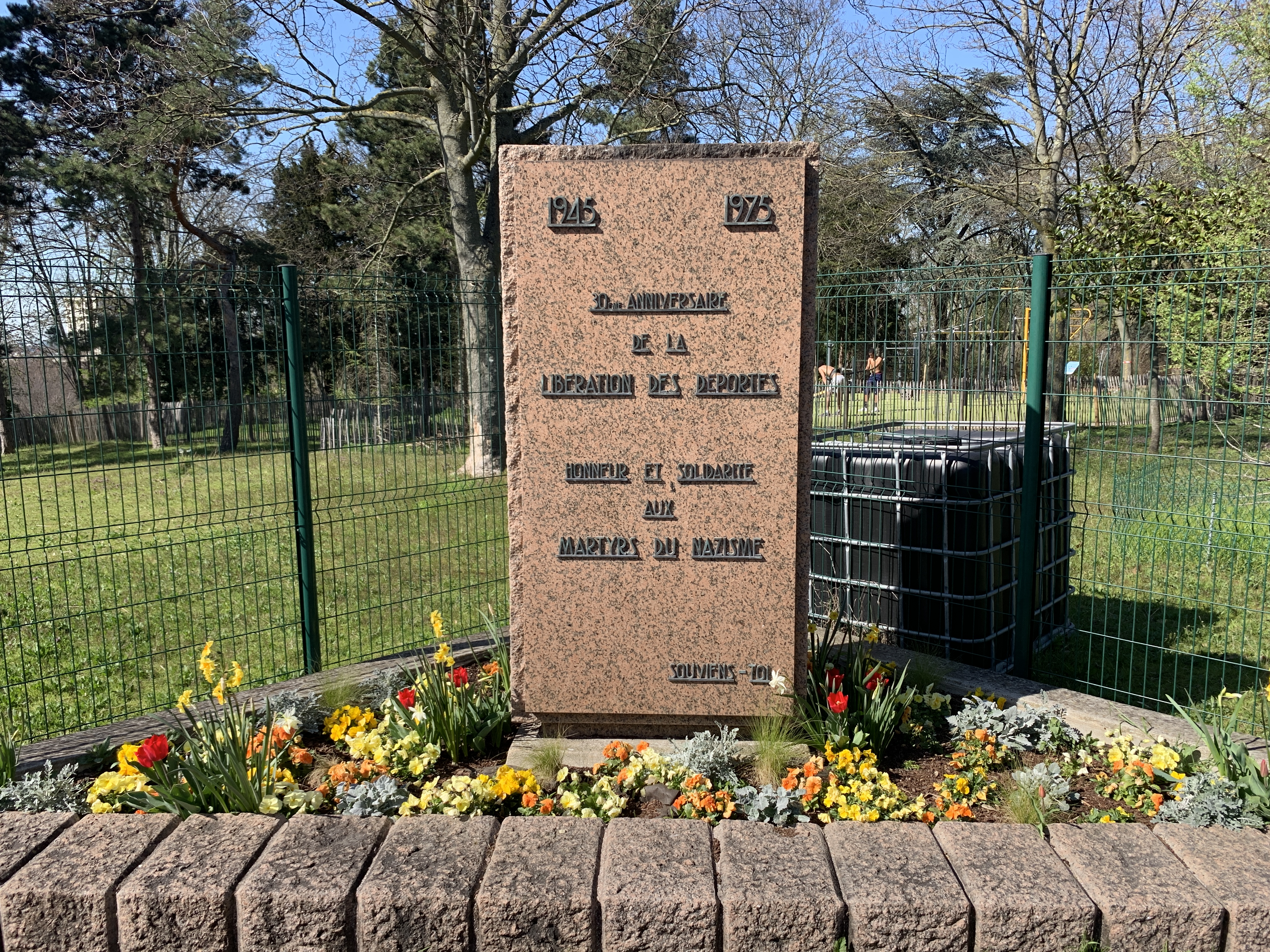
Stèle du 30e anniversaire de la libération des déportés, voie de la Déportation, Pantin.

## Liste des déportés
La liste ci-dessous (non exhaustive, donc à compléter) repose sur le recensement effectué par la Fondation pour la mémoire de la déportation :
| Nom                                   | Années de vie     | Alias | Matricule d'entrée | Qualité | Lien avec un autre déporté du convoi                          | Arrestation                                                                                       | Principales décorations en lien avec la Résistance                                                | Issue                  |
| ------------------------------------- | ----------------- | ----- | ------------------ | --- | ------------------------------------------------------------- | ------------------------------------------------------------------------------------------------- | ------------------------------------------------------------------------------------------------- | ---------------------- |
| Charles Ailleret                      | 1907-1968         | -     | 76978              | officier d'artillerie et commandant de l'ORA pour la zone Nord, futur général et chef d'état-major des armées                                   | -                                                             | arrêté en juin 1944                                                                               | médaillé de la Résistance française avec rosette                                                  | rentré                 |
| Lucien Angelard                       | 1911-1945         | -     | 77326              | syndicaliste CGT, militant communiste, résistant FTP                                                                                            | époux de Jeanne Angelard                                      | arrêté le 7 juillet 1944 à Créteil par les brigades spéciales avec son épouse Jeanne Angelard,    | -                                                                                                 | mort en déportation    |
| Roger Auribault                       | 1913-1944         | -     | 77615              | | fils de Marie Florentine Auribault                            | arrêté le 10 mai 1944 place de la Concorde à Paris                                                | médaillé de la Résistance française à titre posthume                                              | mort en déportation    |
| Jean Baillou                          | 1905-1990         | -     | 77359              | futur ministre plénipotentiaire | -                                                             | arrêté le 4 août 1944 par la Gestapo de la rue de la Pompe avec Georges Bruhat                    | médaillé de la Résistance française                                                               | rentré                 |
| Philippe Bazin                        | 1921-1991         | -     | 77676              | - | -                                                             | arrêté le 11 juillet 1944 par la Gestapo de la rue de la Pompe                                    | -                                                                                                 | rentré                 |
| Raymond Benoit                        | 1912-1975         | -     | 77835              | - | -                                                             | arrêté en juin 1944 par la Gestapo de la rue de la Pompe                                          | médaillé de la Résistance française avec rosette                                                  | rentré                 |
| Émile Bollaert                        | 1890-1978         | -     | 77127              | haut-fonctionnaire, désigné par le général de Gaulle successeur de Jean Moulin en septembre 1943, futur haut-commissaire de France en Indochine | -                                                             | arrêté le 3 février 1944 dans le Finistère avec Pierre Brossolette                                | compagnon de la Libération, médaillé de la Résistance française avec rosette                      | rentré                 |
| Jacques Boulloche                     | 1888-1945         | -     | 76841              | ingénieur des ponts et chaussées, directeur des routes, conseiller d’État                                                                       | père de Robert Boulloche et époux d'Hélène Boulloche          | -                                                                                                 | médaillé de la Résistance française à titre posthume                                              | mort en déportation    |
| Robert Boulloche                      | 1913-1945         | -     | 77003              | - | fils de Jacques Boulloche et d'Hélène Boulloche               | -                                                                                                 | -                                                                                                 | mort en déportation    |
| Adrien Bramoullé                      | 1924-?            | -     | 77206              | - | -                                                             | -                                                                                                 | médaillé de la Résistance française                                                               | rentré                 |
| Maurice Braun                         | 1906-2001         | -     | 77194              | - | -                                                             | arrêté le 20 septembre 1943                                                                       | médaillé de la Résistance française                                                               | rentré                 |
| Georges Bruhat                        | 1887-1945         | -     | 77050              | physicien | -                                                             | arrêté le 4 août 1944 par la Gestapo de la rue de la Pompe avec Jean Baillou                      | médaillé de la Résistance française à titre posthume                                              | mort en déportation    |
| Jules Bruncher                        | 1877-1944         | -     | 77043              | général de brigade aérienne | époux de Marie Bruncher                                       | arrêté le 20 juin 1944 par la Gestapo de la rue de la Pompe,                                      | médaillé de la Résistance française avec rosette à titre posthume                                 | mort en déportation    |
| Jacques Brunschwig-Bordier            | 1905-1977         | -     | 77004              | haut-fonctionnaire | -                                                             | arrêté le 20 juin 1944 à Paris par la Gestapo de la rue de la Pompe                               | compagnon de la Libération, médaillé de la Résistance française                                   | évadé                  |
| Eugène Celse                          | 1908-1945         | -     | 77151              | gendarme | -                                                             | arrêté le 8 août 1944 par la Gestapo de la rue de la Pompe                                        | -                                                                                                 | mort en déportation    |
| Gaston Chabannes                      | 1920-1945         | -     | 78101              | - | -                                                             | arrêté le 3 août 1944 à Paris par la Gestapo de la rue de la Pompe                                | médaillé de la Résistance française à titre posthume                                              | mort en déportation    |
| Edmond Cigogne                        | 1921-1944         | -     | 77160              | - | -                                                             | arrêté le 5 août 1944 par la Gestapo de la rue de la Pompe                                        | médaillé de la Résistance française à titre posthume                                              | mort en déportation    |
| Edmond Debeaumarché                   | 1906-1959         | -     | 77119              | cofondateur de Résistance PTT | -                                                             | arrêté le 3 août 1944 par la Gestapo de la rue des Saussaies                                      | compagnon de la Libération                                                                        | rentré                 |
| Pierre Dejussieu-Pontcarral           | 1898-1984         | -     | 77117              | général, chef d'état-major des F.F.I. pour l'ensemble du pays                                                                                   | -                                                             | arrêté le 2 mai 1944 à Paris par la Gestapo                                                       | compagnon de la Libération, médaillé de la Résistance française avec rosette                      | rentré                 |
| Georges Delaire                       | 1921-2011         | -     | 77837              | - | -                                                             | arrêté le 8 juin 1944 par la Gestapo de la rue de la Pompe                                        | médaillé de la Résistance française                                                               | rentré                 |
| Camille Deletang                      | 1886-1969         | -     | 78129              | - | -                                                             | -                                                                                                 | médaillé de la Résistance française avec rosette                                                  | rentré                 |
| Armand Desangin                       | 1905-1945         | -     | 78191              | photographe | -                                                             | arrêté le 23 juin 1944 par la Gestapo de la rue de la Pompe                                       | médaillé de la Résistance française à titre posthume                                              | mort en déportation    |
| Laurent Drach                         | 1895-1945         | -     | 77552              | - | -                                                             | arrêté le 22 juin 1944 par la Gestapo de la rue de la Pompe                                       | médaillé de la Résistance française à titre posthume                                              | mort en déportation    |
| Guy Flavien                           | 1920-1945         | -     | 77390              | ingénieur | -                                                             | arrêté le 5 août 1944 à Paris                                                                     | compagnon de la Libération à titre posthume                                                       | mort en déportation    |
| Louis Fongarnand                      | 1904-1944         | -     | 77330              | - | -                                                             | arrêté en juin 1944 par la Gestapo de la rue de la Pompe                                          | -                                                                                                 | mort en déportation    |
| Roger Fournier                        | 1920-1944         | -     | 77242              | |                                                               | arrêté le 3 août 1944 par la Gestapo de la rue de la Pompe                                        | médaillé de la Résistance française à titre posthume                                              | mort en déportation    |
| Louis Frandi                          | 1918-1944 ou 1945 | -     | 77032              | - | -                                                             | arrêté en août 1944 par la Gestapo de la rue de la Pompe                                          | -                                                                                                 | disparu en déportation |
| Toussaint Gallet                      | 1905-1970         | -     | 77947              | médecin-chef des centres de déportés à l'hôtel Lutetia                                                                                          | -                                                             | -                                                                                                 | médaillé de la Résistance française                                                               | rentré                 |
| Louis Gentil                          | 1896-1945         | -     | 77956              | colonel puis général de brigade | -                                                             | arrêté le 24 mai 1944 à Paris                                                                     | compagnon de la Libération à titre posthume, médaillé de la Résistance française à titre posthume | mort en déportation    |
| Jean Gineston                         | 1921-2009,        | -     | 77927              | - | -                                                             | -                                                                                                 | médaillé de la Résistance française                                                               | rentré                 |
| Jacques Grandcoin                     | 1922-2004         | -     | 77982              | - | -                                                             | -                                                                                                 | -                                                                                                 | rentré                 |
| Maurice Halbwachs                     | 1877-1945         | -     | 77161              | sociologue | père de Pierre Halbwachs                                      | arrêté le 26 juillet 1944 en tant que père de "terroriste"                                        | médaillé de la Résistance française à titre posthume                                              | mort en déportation    |
| Pierre Halbwachs                      | 1916-1987         | -     | 76829              | professeur de littérature | fils de Maurice Halbwachs                                     | arrêté en juillet 1944                                                                            | -                                                                                                 | rentré                 |
| James Hardy                           | 1921 ou 1922-1945 | -     | 77651              | - | -                                                             | arrêté le 5 août 1944 par la Gestapo de la rue de la Pompe                                        | -                                                                                                 | mort en déportation    |
| Georges Hénocque                      | 1870-1959         | -     | 76936              | abbé, aumônier militaire durant la Grande Guerre puis de l'École spéciale militaire de Saint-Cyr dans l'entre-deux-guerres                      | -                                                             | arrêté le 1er août 1944 lors de sa convocation à la Gestapo de la rue des Saussaies               | médaillé de la Résistance française avec rosette                                                  | rentré                 |
| Edmond Jacquier                       | 1920-1944         | -     | 77562              | - | -                                                             | arrêté le 4 ou le 5 août 1944 par la Gestapo de la rue de la Pompe                                | médaillé de la Résistance française à titre posthume                                              | mort en déportation    |
| Jacques Jourda                        | 1913-2011         | -     | 77231              | agent général commercial | -                                                             | arrêté le 5 août 1944 par la Gestapo de la rue de la Pompe                                        | médaillé de la Résistance française avec rosette                                                  | évadé                  |
| Henri Kirsch                          | 1920-2012         | -     | 77836              | - | -                                                             | arrêté le 15 juin 1944 par la Gestapo de la rue de la Pompe                                       | médaillé de la Résistance française                                                               | rentré                 |
| Étienne Lafond-Masurel                | 1920-2016         | -     | 76820              | - | -                                                             | -                                                                                                 | -                                                                                                 | rentré                 |
| Hubert de Lagarde                     | 1898-1945         | -     | 76911              | écrivain, officier d'active | -                                                             | arrêté le 26 juin 1944 par la Gestapo                                                             | médaillé de la Résistance française avec rosette à titre posthume                                 | mort en déportation    |
| Henri Lanoue                          | 1923-2010         | -     | 77838              | - | -                                                             | arrêté le 15 juin 1944 par la Gestapo de la rue de la Pompe                                       | médaillé de la Résistance française                                                               | rentré                 |
| Albert Le Moal                        | 1900-1944         | -     | 77673              | - | lien potentiel avec Anna Le Moal                              | -                                                                                                 | médaillé de la Résistance française à titre posthume                                              | mort en déportation    |
| Pierre Lefaucheux                     | 1898-1955         | -     | 77497              | chef des F.F.I. de la région parisienne, industriel, futur président-directeur général de Renault                                               | -                                                             | arrêté le 3 juin 1944 par le SD de la rue des Saussaies                                           | compagnon de la Libération                                                                        | rentré                 |
| Robert Lemoine                        | 1920-1945         | -     | 77708              | - | -                                                             | arrêté le 9 juin 1944 par la Gestapo de la rue de la Pompe                                        | médaillé de la Résistance française à titre posthume                                              | mort en déportation    |
| Charles Mandelbaum                    | 1922-2009         | -     | 77604              | - | -                                                             | arrêté en juillet 1944 par la Gestapo de la rue de la Pompe                                       | -                                                                                                 | rentré                 |
| Désiré Marié                          | 1891-1960         | -     | 77634              | ancien combattant de la Première Guerre mondiale                                                                                                | époux de Marcelle Parmentier-Marié, père de Jacqueline Fleury | arrêté le 27 juillet 1944 avec son épouse Marcelle Parmentier-Marié et sa fille Jacqueline Fleury | -                                                                                                 | rentré                 |
| Marcel Martin                         | 1901-1944         | -     | 77522              | - | -                                                             | arrêté le 19 juin 1944 par la Gestapo de la rue de la Pompe                                       | -                                                                                                 | mort en déportation    |
| Henri Maspero                         | 1883-1945         | -     | 77489              | historien | époux d'Hélène Maspero                                        | arrêté le 28 juillet 1944 avec son épouse Hélène Maspero                                          | médaillé de la Résistance française à titre posthume                                              | mort en déportation    |
| Gérard Moët                           | 1893-1945         | -     | 77649              | - | époux de Geneviève Moët, père de Michèle Agniel               | arrêté le 28 avril 1944 par la Gestapo avec son épouse Geneviève Moët et sa fille Michèle Agniel  | médaillé de la Résistance française à titre posthume                                              | mort en déportation    |
| Jehan de Montangon                    | 1915-1996         | -     | 77467              | - | -                                                             | -                                                                                                 | médaillé de la Résistance française                                                               | rentré                 |
| Édouard Morvillez                     | 1922-1945         | -     | 78094              | - | -                                                             | arrêté le 3 août 1944 par la Gestapo de la rue de la Pompe                                        | médaillé de la Résistance française à titre posthume                                              | mort en déportation    |
| René Obry                             | 1914-1945         | -     | 77702              | - | -                                                             | arrêté le 8 juin 1944 par la Gestapo de la rue de la Pompe                                        | médaillé de la Résistance française à titre posthume                                              | mort en déportation    |
| Georges Pescadère                     | 1915-2003,        | -     | 77023              | artiste-peintre | -                                                             | arrêté le 16 juillet 1944 à son domicile à Neuilly-sur-Seine                                      | -                                                                                                 | rentré                 |
| Bernard Pétin                         | 1924-?            | -     | 78076              | - | -                                                             | arrêté le 3 août 1944 par la Gestapo de la rue de la Pompe                                        | médaillé de la Résistance française à titre posthume                                              | disparu en déportation |
| Richard Pouzet                        | 1904-1971         | -     | 77061              | haut-fonctionnaire | -                                                             | arrêté le 5 août 1944 à Paris par la police allemande secondée par la Milice                      | médaillé de la Résistance française                                                               | rentré                 |
| Robert de Renty                       | 1895-1944         | -     | 77096              | - | -                                                             | -                                                                                                 | médaillé de la Résistance française à titre posthume                                              | mort en déportation    |
| Michel Reyx                           | 1917-1945         | -     | 77712              | officier de chasseurs à pied d'active | -                                                             | arrêté le 11 août 1944 à Paris sur le pont Alexandre III par la Gestapo                           | médaillé de la Résistance française à titre posthume                                              | disparu                |
| René de Roys de Lédignan Saint-Michel | 1898-1945         | -     | 77722              | lieutenant-colonel de cavalerie d'active |                                                               | -                                                                                                 | médaillé de la Résistance française à titre posthume, juste parmi les nations                     | mort en déportation    |
| Jean-Paul Schlienger                  | 1925-2017         | -     | 76835              | - | -                                                             | arrêté le 5 août 1944 par la Gestapo de la rue de la Pompe                                        | médaillé de la Résistance française                                                               | rentré                 |
| Bernard Susen                         | 1926-2007         | -     | 77593              | - | -                                                             | arrêté le 18 ou le 19 juillet 1944 par la Gestapo de la rue de la Pompe,                          | -                                                                                                 | rentré                 |
| Clément Terral                        | 1901-1993         | -     | 77670              | coiffeur | -                                                             | arrêté le 19 juillet 1944 par la Gestapo de la rue de la Pompe                                    | médaillé de la Résistance française                                                               | rentré                 |
| Gaston Vedel                          | 1899-1993         | -     | non identifié      | aviateur | -                                                             | arrêté le 4 juillet 1944 à Paris                                                                  | compagnon de la Libération                                                                        | rentré                 |
| Jean Viennot                          | 1925-1944         | -     | 77235              | - | -                                                             | arrêté le 5 août 1944 par la Gestapo de la rue de la Pompe                                        | -                                                                                                 | mort en déportation    |
| Constantin Zarapoff                   | 1878-1945         | -     | 76890              | général d'aviation, chef militaire de Libération-Nord                                                                                           | -                                                             | arrêté le 20 juin 1944 par la Gestapo de la rue de la Pompe                                       | médaillé de la Résistance française avec rosette à titre posthume                                 | mort en déportation    |
| Edmond Zilliox                        | 1922-2014         | -     | 77241              | - | -                                                             | arrêté le 3 août 1944 à Paris par la Gestapo de la rue de la Pompe,                               | -                                                                                                 | rentré                 |

## Liste des déportées
La liste ci-dessous (non exhaustive, donc à compléter) repose sur le recensement effectué par la Fondation pour la mémoire de la déportation :
- Michèle Agniel (née en 1926), née Moët, matricule 57613[73], arrêtée par la Gestapo le 28 avril 1944 avec son père Gérard Moët et sa mère Geneviève Moët déportés dans le même convoi, médaillée de la Résistance française, rentrée ;
- Jeanne Angelard (1909-?), née Bedut[18],[19], matricule 57436, arrêtée par les brigades spéciales le 7 juillet 1944 à Créteil avec son mari Lucien Angelard déporté dans le même convoi[18], rentrée ;
- Virginia d'Albert-Lake (1910-1997), matricule 57796[74], arrêtée par des gendarmes allemands le 12 juin 1944, médaillée de la Résistance française, rentrée ;
- Gabrielle Anglès (1907-?), matricule 57767, arrêtée par la Gestapo de la rue de la Pompe le 13 ou le 14 juillet 1944 avec sa sœur Louise de Giraud d'Agay déportée dans le même convoi[21], rentrée ;
- Marie Florentine Auribault (1883-1944), née Renault, matricule 57445, arrêtée le 8 décembre 1943 avec son mari à leur domicile à Combault, déportée dans le même convoi que son fils Roger, médaillée de la Résistance française à titre posthume[75], morte en déportation ;
- Yvonne Baratte (1910-1945), matricule 57769, peintre et graveur, arrêtée par la Gestapo de la rue de la Pompe le 11 juillet 1944[21], médaillée de la Résistance française avec rosette à titre posthume, morte en déportation ;
- Pauline Barré de Saint-Venant (1895-1945), née Gaillard, matricule 57804[74], arrêtée le 4 mai 1944, médaillée de la Résistance française avec rosette à titre posthume, morte en déportation ;
- Anne de Bauffremont (1919-1945), matricule 57772, arrêtée par la Gestapo de la rue de la Pompe le 6 juillet 1944[21], morte en déportation ;
- Yvonne Bellot (1879-1944), née Brunel[76],[19], dite Yo Laur[76], matricule 57773, peintre, arrêtée par la Gestapo le 24 juin 1944 à son domicile[76], morte en déportation ;
- Yvonne Bergont (1895-1945), née Durighello[77], matricule 57667[78], arrêtée par la Gestapo de la rue de la Pompe en juillet 1944[21], médaillée de la Résistance française à titre posthume[77], morte en déportation ;
- Jacqueline Bernard (1913-1998), ép. Ventre d'Auriol, matricule 57773[74], sœur de Jean-Guy Bernard, journaliste, arrêtée par la Gestapo de la rue de la Pompe le 11 juillet 1944[21],[79], médaillée de la Résistance française avec rosette[80], rentrée ;
- Georgette Berthet (1921-1945), matricule 57775, médaillée de la Résistance française à titre posthume[81], morte en déportation ;
- Denise Bloch (1916-1945), matricule non identifié, agent du SOE, arrêtée par le 19 juin 1944 dans l’Essonne, médaillée de la Résistance française avec rosette à titre posthume, morte en déportation ;
- Hélène Boulloche (1888-1944), née Chaperon[82], matricule 57461, épouse de Jacques Boulloche et mère de Robert Boulloche déportés dans le même convoi, médaillée de la Résistance française à titre posthume[82], morte en déportation ;
- Marie Bruncher (1889-1944), née Houot[31], matricule 57467, époux du général Jules Bruncher déporté dans le même convoi[31], morte en déportation[31] ;
- Marguerite Buchet (1917-?), matricule 57469, arrêtée par la Gestapo de la rue de la Pompe en août 1944[21], médaillée de la Résistance française[83], rentrée ;
- Wanda Carliez (1915-1997)[19], née Andrée Lambert[19], matricule 57786, arrêtée par la Gestapo de la rue de la Pompe le 5 juillet 1944[21], rentrée ;
- Janine Carlotti (1920-2013), ép. Lévy, matricule 57473, arrêtée par la Gestapo de la rue de la Pompe le 5 août 1944[21], médaillée de la Résistance française, rentrée ;
- Denise Carré (1922-?), matricule 57671, arrêtée par la Gestapo de la rue de la Pompe le 4 ou le 5 août 1944 à Paris[21], rentrée ;
- Jeannine Carré (?-?), matricule 57672 ;
- Jeanne ou Jeannine Cats (1909-1945), matricule non identifié, médaillée de la Résistance française à titre posthume[84], morte en déportation ;
- Nicole Clarence (1922-2007), ép. Meyer, alias Audibert, matricule 57443, arrêtée par la Gestapo de la rue de la Pompe le 4 août 1944 à Paris[21], médaillée de la Résistance française, rentrée ;
- Jeannie de Clarens (1919-2017), née Rousseau[19], alias Madeleine, matricule 57661, arrêtée à La Roche-Derrien le 28 avril 1944, médaillée de la Résistance française avec rosette, rentrée ;
- Reine Claude (1919-?), matricule 57479, arrêtée par la Gestapo de la rue de la Pompe le 4 août 1944 à Paris[21], rentrée ;
- Hélène Cochennec (1906-1945), née Troubat, dite Chevalier Blanche[85], matricule 57793, médaillée de la Résistance française[86], morte en déportation ;
- Sylvie Cordier (1923-?), née Marie Girard[87],[2], matricule 57529, médaillée de la Résistance française[88], rentrée ;
- Ginette Courtois (1926-2019)[89], ép. Porter[89], matricule 57486, arrêtée le 9 juillet 1944 à Viroflay[89], rentrée ;
- Marie-Thérèse Denizot (1925-2018)[90], alias Sirena Epstein[21], matricule 57495, arrêtée par la Gestapo de la rue de la Pompe le 4 ou le 5 août 1944[21], rentrée ;
- Madeleine Desbordes (1909-?), née Peltier, épouse de Jean Desbordes, matricule non identifié, arrêtée par la Gestapo de la rue de la Pompe en juillet 1944[21], rentrée ;
- Solange Desjardins (1907-?), matricule 57808, arrêtée par la Gestapo de la rue de la Pompe le 21 juin 1944[21], rentrée ;
- Jeannine Dilley (1920-?), matricule 57498, arrêtée par la Gestapo de la rue de la Pompe le 8 août 1944[21], rentrée ;
- Catherine Dior (1917-2008), matricule 57813, arrêtée par la Gestapo de la rue de la Pompe le 6 juillet 1944[21], médaillée de la Résistance française, rentrée ;
- Huguette Guyon-Vernier (1911-1997)[91], ép. Duffourg-Donga puis Pautot[92], matricule 57506, rentrée ;
- Yvonne Fanthomme (1907-2003)[93], matricule 57823, arrêtée par la Gestapo de la rue de la Pompe le 6 juillet 1944[21], rentrée ;
- Jacqueline Fleury (née en 1923), née Marié, matricule 57595, arrêtée le 27 juillet 1944 avec son père Désiré Marié et Marcelle Parmentier-Marié déportés dans le même convoi[94], grand-croix de la Légion d'honneur, rentrée ;
- Xenia Galan (1915-?), matricule 57833, arrêtée par la Gestapo de la rue de la Pompe le 13 juillet 1944[21], rentrée ;
- Andrée Gibault (1913-?), matricule 57951, arrêtée par la police allemande le 31 juillet 1944[95], rentrée ;
- Louise de Giraud d'Agay (1914-2011)[96], née Anglès[21], ép. de Czeslaw Bitner (1902-1985), matricule 57803, arrêtée par la Gestapo de la rue de la Pompe le 13 ou le 14 juillet 1944 avec sa sœur Gabrielle Anglès déportée dans le même convoi[21], rentrée ;
- Blanche Gonod (1899-1945), matricule 57532, arrêtée par la Gestapo de la rue de la Pompe le 4 août 1944 à Paris[21], morte en déportation ;
- Suzanne Gradstein (1900-?), née Guillot[21], matricule 57839, arrêtée par la Gestapo de la rue de la Pompe le 13 ou le 14 juillet 1944[21], rentrée ;
- Yvonne Grenier (1907-1945), matricule non identifié, arrêtée par la Gestapo de la rue de la Pompe le 10 août 1944[21], morte en déportation ;
- Jacqueline Gruner (1907-1945), alias Nadine et Maryse Willm, matricule non identifié, écrivain pour la jeunesse et journaliste, arrêtée par la Gestapo le 25 mars 1944 à Paris[97], médaillée de la Résistance française à titre posthume[98], morte en déportation ;
- Marie-Louise Guthmann (1917-1992)[99],[100], alias Marlyse, ép. Luccioni, matricule 57847, éducatrice[99], arrêtée par les Allemands le 3 mai 1944 à Clichy[101], rentrée ;
- Suzanne Guyotat (1912-2011), alias Suzon, matricule 57848, bibliothécaire, arrêtée par les Allemands le 4 avril 1944 à Paris[102], médaillée de la Résistance française avec rosette, rentrée ;
- Marcelle Henry (1895-1945), matricule 57547, arrêtée par la Gestapo le 4 juillet 1944 à Paris, compagnon de la Libération à titre posthume, morte de retour de déportation ;
- Catharina Herrmann (1892-1977), alias Ketchenn, arrêtée à Metz le 10 août 1944, matricule non identifié, rentrée ;
- Hélène Herrmann (1920-1945), alias Hélène Fessy et Liautaud, matricule 57517, médaillée de la Résistance française à titre posthume[103], morte en déportation ;
- Germaine Hommel (de) (1893-1982), née Lapeyre, matricule 57851, arrêtée par la Gestapo de la rue de la Pompe le 5 juillet 1944[21], rentrée ;
- Anne Kervella (1904-?), alias Anna, née Piriou, matricule 57556, médaillée de la Résistance française[104], rentrée ;
- Nina Khingouloff (1921-?), matricule 57557, arrêtée par la Gestapo de la rue de la Pompe le 8 août 1944[21], rentrée ;
- Agnès Kirmann (1901-1944)[105], matricule 57558, médaillée de la Résistance française à titre posthume[106], morte en déportation ;
- Yvonne Kocher (1897-1945), alias Nanouk, matricule 57559, arrêtée en juin 1944[107], médaillée de la Résistance française à titre posthume[108], morte en déportation ;
- Ernestine Labarthe (1903-1944), née Salabert, matricule 57563, déportée dans le même convoi que sa fille Georgette, médaillée de la Résistance française à titre posthume[109], morte en déportation ;
- Georgette Labarthe (1923-1945), matricule 57562, déportée dans le même convoi que sa mère Ernestine, médaillée de la Résistance française à titre posthume[110], morte en déportation ;
- Edwige Krawczynska (1903-?), matricule non identifié, arrêtée par la Gestapo de la rue de la Pompe le 13 ou le 14 juillet 1944[21], rentrée ;
- Wanda Landy (1895-1963)[111], ép. Posner[111], matricule 57641, institutrice[111], médaillée de la Résistance française[112], rentrée ;
- Marianne Laquere (1911-?), alias Maryvonne, ép. La Chaise, matricule 57573, arrêtée par la Gestapo de la rue de la Pompe en juin 1944[21], rentrée ;
- Anna Le Moal (1898-1945), matricule 57872, chargée de l’organisation des groupes de choc de Libération-Nord[2], médaillée de la Résistance française à titre posthume[113], morte en déportation ;
- Fanny Leblond (1923-?), matricule 57571, arrêtée par la Gestapo de la rue de la Pompe le 21 juin 1944[21], rentrée ;
- Suzanne Leclézio (1898-1987), matricule 57576, arrêtée par la Gestapo le 27 juillet 1944 à Paris avec sa compagne Yvonne Ziegler déportée dans le même convoi, médaillée de la Résistance française, rentrée ;
- Monique Livry-Level (1923-2012), ép. Corblet de Fallerans, matricule 57756, arrêtée le 12 juillet 1944, rentrée ;
- Gilberte Letuppe (1922-1982)[114], matricule 57584, épouse de l'agent double néerlandais Christiaan Lindemans, libérée car enceinte de neuf mois ;
- Lucienne Mallet (1912-1991), née Goyer, matricule 57879, arrêtée par la police allemande le 31 juillet 1944[95], rentrée ;
- Hélène Maspero (1899-1997), née Clerc, matricule 57598, arrêtée le 28 juillet 1944[115] avec son mari Henri Maspero déporté dans le même convoi, rentrée ;
- Jeanne Matthey (1886-1980), ép. Jonais, matricule 57884, joueuse de tennis, arrêtée par la Gestapo de la rue de la Pompe en juillet 1944[21], rentrée ;
- Marie Médard (1921-2013), ép. Fillet, matricule 57602[116] ou 57612, bibliothécaire, arrêtée par la Gestapo de la rue de la Pompe le 23 juin 1944[21], médaillée de la Résistance française, rentrée ;
- Marie-Louise Meunier (1890-1945), alias Clémentine Meunier, matricule 57605, commerçante, arrêtée le 7 mars 1944, médaillée de la Résistance française à titre posthume[117], morte en déportation ;
- Geneviève Moët (1899-1988)[118], née Simonet, matricule 57611 ou 57612, arrêtée par la Gestapo le 28 avril 1944 avec son mari Gérard Moët et sa fille Michèle Agniel déportés dans le même convoi, médaillée de la Résistance française[119], rentrée ;
- Jeanne Mouret (1902-1944), matricule non identifié, arrêtée par la Gestapo de la rue de la Pompe le 10 août 1944[21], morte en déportation ;
- Jane d'Oilliamson (1920-1997), matricule 57621, arrêtée le 3 juin 1944 par la Gestapo, Croix de guerre 1939-1945, rentrée
- Yvonne Pagniez (1896-1981), matricule 57623, arrêtée le 4 juin 1944, médaillée de la Résistance française, rentrée ;
- Marcelle Pardé (1891-1945), matricule 57624, arrêtée le 3 août 1944 avec sa secrétaire Simone Plessis déportée dans le même convoi, médaillée de la Résistance française à titre posthume, morte en déportation ;
- Marceline Parmentier-Marié (1896-1960), alias Marcelle, ép. Marié, matricule 57625, arrêtée le 27 juillet 1944 avec son mari Désiré Marié et sa fille Jacqueline Fleury déportés dans le même convoi, rentrée ;
- France Pejot (1914-2010), ép. Jarre, matricule 57627, future mère de Jean-Michel Jarre, arrêtée par la Gestapo de la rue de la Pompe le 30 juin 1944[21], médaillée de la Résistance française avec rosette, rentrée ;
- Marie Joséphine de Peretti della Rocca (1902-1945)[120], alias Maria, matricule 57630, médecin[120], morte en déportation ;
- France Pinhas (1917-2009)[121], matricule 57636, infirmière au maquis du Vercors[122], médaillée de la Résistance française[123], rentrée ;
- Françoise Piot (1922-1945), alias Hélène, matricule non identifié, médaillée de la Résistance française à titre posthume[124], morte en déportation ;
- Simone Plessis (1913-1945), matricule 57637, arrêtée le 3 août 1944 avec sa directrice Marcelle Pardé déportée dans le même convoi, médaillée de la Résistance française à titre posthume, morte en déportation ;
- Amélie de Rambuteau (Amélie Lombard de Buffières, comtesse de Rambuteau) (1900-1987), née de Mac-Mahon de Magenta, matricule 57086, femme politique, arrêtée le 14 juin 1944 par le S.D. à son domicile du château de Rambuteau à Ozolles avec son mari et deux de ses fils déportés dans un autre convoi[125], médaillée de la Résistance française[126], rentrée ;
- Germaine de Renty (1899-1994)[127], née Guyot-Sionnest, matricule 57648, médaillée de la Résistance française, rentrée ;
- Isabelle Renault (1923-?), sœur de Maisie Renault déportée dans le même convoi, matricule 57907, médaillée de la Résistance française, rentrée ;
- Maisie Renault (1907-2003), alias May, matricule 57908, arrêtée par la Gestapo le 13 juin 1942, médaillée de la Résistance française, rentrée ;
- Geneviève Rethoré (1922-1944 ou 1945), matricule 57652, arrêtée par la Gestapo de la rue de la Pompe le 4 ou le 5 août 1944[21], médaillée de la Résistance française à titre posthume[128], morte en déportation ;
- Raymonde Révillon (1920-2003)[129], alias Gerbie, matricule 57909, rentrée ;
- Madeleine Riffaud (1924-2024), matricule non identifié, arrêtée par la Milice le 23 juillet 1944 après avoir abattu un officier allemand à Paris, échappée du train[130] ;
- Jeanne van Roey (1900-1987)[131], matricule 57933, arrêtée par la Gestapo de la rue de la Pompe le 1er juin[132] ou en juillet 1944[21], rentrée ;
- Élisabeth de Rothschild (1902-1945), née Pelletier de Chambure, matricule 57628[73], arrêtée par la Gestapo en mai ou en juin 1944, morte en déportation ;
- Denise Rousseau (1920-2021), alias Dominique, ép. Villard[133], matricule 57912, arrêtée le 3 mai 1944 à Clichy avec sa sœur Marie-Solange déportée dans le même convoi[133], médaillée de la Résistance française[134], rentrée ;
- Marie-Solange Rousseau (1921-1989)[135], alias Lucette, matricule 57911, arrêtée le 3 mai 1944 à Clichy avec sa sœur Denise déportée dans le même convoi[136], médaillée de la Résistance française[137], rentrée ;
- Yvonne Rudellat (1902-1945), référencée "Ruddelat" à tort, matricule 57834, agent secret du SOE, arrêtée par les Allemands le 16 juin 1943 près de Bracieux, médaillée de la Résistance française à titre posthume[138], morte en déportation ;
- Caroline Rusiecki (1872-1945), matricule 57666, arrêtée par la Gestapo de la rue de la Pompe en juillet 1944[21], morte en déportation ;
- Yvonne Rusiecki (1907-1990)[139], matricule 57695, arrêtée par la Gestapo de la rue de la Pompe en juillet 1944[21], rentrée ;
- Sunneva Sandoe (1898-1981)[140],[141], alias Sunny, matricule 57915, danoise[142], arrêtée par la Gestapo le 23 mars 1944[143], médaillée de la Résistance française[144], rentrée ;
- Jacqueline Saveria (1914-2001), ép. Saint-Guily puis Huré, matricule non identifié, rentrée ;
- Christiane Schupp (1906-1945), née Grüner, matricule 57918, déportée dans le même convoi que sa sœur Jacqueline Grüner, morte en déportation ;
- Adrienne Steverlynck (1920-?), née Bonneville[145], alias Poussin, matricule 57923, rentrée ;
- Raymonde Tilles (1910-2003)[146], matricule 57928, arrêtée par la Gestapo de la rue de la Pompe en juillet 1944[21], rentrée ;
- Bérangère Toutin (1910-?), matricule 57929, arrêtée par la police allemande le 31 juillet 1944[95], rentrée ;
- Alix d'Unienville (1919-2015), sans matricule, arrêtée par le SD le 6 juin 1944, évadée du convoi le 16 août à Méry-sur-Marne ;
- Yvonne Ziegler (1902-1988), matricule 57719, arrêtée par la Gestapo le 27 juillet 1944 à Paris avec sa compagne Suzanne Leclézio déportée dans le même convoi, rentrée.